# Стафоли (Ријети)
Стафоли је насеље у Италији у округу Ријети, региону Лацио.
Према процени из 2011. у насељу је живело 36 становника. Насеље се налази на надморској висини од 967 м.